# NGC 454A
NGC 454A في الفهرس العام الجديد، هي مجرة، تقع في كوكبة العنقاء. اكتشفت في 5 أكتوبر 1834 بواسطة جون هيرشل.

## روابط خارجية
- NGC 454A على موقع ويكي سكاي: DSS2, SDSS, GALEX, IRAS, Hydrogen α, X-Ray, Astrophoto, Sky Map, Articles and images